# Coatzintla
Coatzintla è una municipalità dello stato di Veracruz, nel Messico centrale, il cui capoluogo è la località omonima.
Conta 56.897 abitanti (2015) e ha una estensione di 235,25 km². 	 	
Il significato del nome della località in lingua nahuatl è luogo del piccolo serpente.